# Несправжня точність
Несправжня точність (також називається надточністю, фальшивою точністю, неправильною точністю та підробною точністю) виникає, коли числові дані представлені у спосіб, який передбачає кращу прецизійність, ніж це виправдано; оскільки прецизійність є межею точності (у визначенні точності ISO), це часто призводить до надмірної впевненості в точності, що називається упередження прецизійності.

## Огляд
Медсен Пірі визначає термін «несправжня точність» у більш загальний спосіб: коли точні числа використовуються для понять, які не можуть бути виражені точними термінами. Наприклад, «Ми знаємо, що 90% труднощів письма — це початок». Часто хибною точністю зловживають, щоб створити необґрунтовану впевненість у заяві: «наша рідина для полоскання рота вдвічі краща, ніж у конкурента».
У науці та інженерії прийнято, що, якщо межа похибки не вказана явно, кількість значущих цифр, що використовуються у представленні даних, має бути обмежена тим, що гарантується точністю цих даних. Наприклад, якщо прилад може зчитувати з точністю до десятих одиниці вимірювання, результати обчислень з використанням даних, отриманих від цього приладу, можна впевнено зазначити лише з десятими частками, незалежно від того, що повертає розрахунок або чи інші дані, використані в розрахунку, точніші. Навіть поза цими дисциплінами існує тенденція вважати, що всі ненульові цифри числа мають значення; таким чином, надання надмірних цифр може змусити глядача очікувати кращої точності, ніж наявна.
Однак, на відміну від цього, на проміжних етапах обчислення добре зберігати більше значущих цифр, щоб уникнути накопичення помилки округлення .
Несправжня точність зазвичай виникає, коли поєднуються високоточні та низькоточні дані, а також при перетворенні одиниць.

## Приклади
Несправжня точність — це суть численних варіацій жарту, які можна підсумувати так: екскурсовод у музеї каже, що скелету динозавра 100 000 005 років, тому що експерт сказав йому, що скелету було 100 мільйонів років, коли він почав там працювати 5 років тому.
Якщо спідометр автомобіля вказує, що транспортний засіб рухається зі швидкістю 60 миль/год і це перераховано в км/год, це дорівнюватиме 96,5606 км/год. Таке перетворення від цілого числа в одній системі до результату в іншій створює враження, що вимірювання було дуже точним, хоча насправді це не так.
Заходи, які ґрунтуються на статистичній вибірці, як-от тести IQ, часто повідомляються з хибною точністю.